# جيلبار ميلنداز
جيلبار ميلنداز (بالإنجليزية: Gilbert Melendez) هو فنان قتال مختلط أمريكي، ولد في 12 أبريل 1982 في سانتا آنا في الولايات المتحدة.

## وصلات خارجية
- الموقع الرسمي
- جيلبار ميلنداز على موقع يو إف سي (الإنجليزية)
- جيلبار ميلنداز على موقع شيردوغ (الإنجليزية)
- جيلبار ميلنداز على موقع Tapology.com (الإنجليزية)
- جيلبار ميلنداز على موقع IMDb (الإنجليزية)
- جيلبار ميلنداز على موقع ألو سيني (الفرنسية)
- جيلبار ميلنداز على موقع أول موفي (الإنجليزية)
- جيلبار ميلنداز على موقع قاعدة بيانات الفيلم (الإنجليزية)
- جيلبار ميلنداز على موقع كينوبويسك (الروسية)